# Paraconotrochus antarcticus
Paraconotrochus antarcticus is een rifkoralensoort uit de familie van de Caryophylliidae. De wetenschappelijke naam van de soort is voor het eerst geldig gepubliceerd in 1929 door Gardiner.